# フラメンコ・ア・ゴー・ゴー
『フラメンコ・ア・ゴー・ゴー』（Flamenco.a.Go.Go）は、アメリカ合衆国のギタリスト、スティーヴ・スティーヴンスが1999年に発表した、自身のソロ・プロジェクトとしては2作目に当たるスタジオ・アルバム。音楽的にはアコースティック/フラメンコ色が取り入れられている。

## 背景
スティーヴンスは少年時代、親が紹介したギター教師に対し「俺が興味を持てない曲ばかり教えようとした。俺はジミ・ヘンドリックスの曲を習いたかった」と不満を抱いていたが、12歳の頃に参加したサマー・キャンプで、ルーマニア人のギター教師に感銘を受け、それを機にフラメンコを聴くようになったという。また、1998年に発売されたコンピレーション・アルバム『Gypsy Soul: New Flamenco』には、ボジオ・レヴィン・スティーヴンス名義による曲「Duende」を提供している。
スティーヴンスは1998年、Vasのアルバム『Offerings』にナイロン弦ギターの演奏とソングライティングで参加しており、本作のレコーディングにはVasのアザム・アリとグレッグ・エリスが参加した。また、本作の制作当時、スティーヴンスは氷室京介のバック・バンドに参加しており、収録曲「デメンチア」は、氷室の横浜スタジアム公演におけるライヴ録音である。
2001年には、DVD-Audio盤もアメリカで発売された。

## 評価・影響
Matthew Greenwaldはオールミュージックにおいて5点満点中4.5点を付け「スティーヴンスは主にナイロン弦のギターを使用して、蛇の如く自由奔放に絶妙な演奏をしている。更に、『フラメンコ・ア・ゴー・ゴー』はダンス・レコードとも言える内容で、そのリズムやテンポは、疑いなくどんな聴き手も惹き付けるだろう」と評している。また、『CDジャーナル』のミニ・レビューでは「年輪を実感の充実作」と評されている。
タイトル曲は、日本のスポーツニュース番組『すぽると!』内のコーナー「マンデーフットボール」でBGMとして使用され、2018年にはサッカーアンセムを集めたコンピレーション・アルバム『ウーラー!! フットボール』にも収録された。

## 収録曲
特記なき楽曲はスティーヴ・スティーヴンス作。
1. フラメンコ・ア・ゴー・ゴー - "Flamenco.a.Go.Go" - 5:16
2. チネチッタ - "Cinecitta" - 4:58
3. イスタンブールの男 - "Our Man in Istanbul" - 6:13
4. レター・トゥ・ア・メモリー - "Letter to a Memory" (Steve Stevens, Howard Jones) - 5:19
5. フェミノヴァ - "Feminova" - 3:51
6. ヴェルヴェット・ケイジ - "Velvet Cage" (S. Stevens, Greg Ellis, Azam Ali) - 6:04
7. ハニナ - "Hanina" (S. Stevens, Faudel) - 5:51
8. デメンチア（ライヴ） - "Dementia" - 6:39
9. トワイライト・イン・ユア・ハンズ - "Twilight in Your Hands" - 4:20
10. リヴィエラ'68 - "Riviera '68" (S. Stevens, G. Ellis) - 6:26

### 日本盤ボーナス・トラック
1. ジャズ、アン・イーヴィル・パワー - "Jazz...an Evil Power" - 6:40

## 参加ミュージシャン
- スティーヴ・スティーヴンス - ギター、ギターシンセサイザー、ベース、キーボード他
- 屋敷豪太 - ドラム・ループ(on #2)
- グレッグ・エリス（英語版） - パーカッション(on #3, #5, #6, #7, #10)、トランペット(on #6)、フルート(on #6)
- アザム・アリ - ヴォイス(on #3, #6, #10)
- ハワード・ジョーンズ - ピアノ(on #4)
- マイク・エスポシト - ベース(on #4)
- ヴィニー・カリウタ - ドラムス(on #4, #10)
- キャメロン・ストーン - チェロ(on #6)
- ファウデル - ボーカル(on #7)
- 本田毅 - ギター(on #8)
- 大島俊一 - キーボード(on #8)
- 西山史晃 - ベース(on #8)
- マーク・シュルマン - ドラムス(on #8, #9)
- アルマンド・サベル・レッコ - ベース(on #9)